# An der Seite der Braut
An der Seite der Braut ist ein Dokumentarfilm unter der Regie von Antonio Augugliaro, Gabriele Del Grande und Khaled Soliman Al Nassiry, der im Jahr 2014 veröffentlicht wurde.

## Inhalt
Ein syrischer Dichter und ein italienischer Journalist helfen fünf syrischen und palästinensischen Flüchtlingen, die, nach ihrer Ankunft in Lampedusa, von Mailand nach Stockholm gelangen wollen, ohne von den Behörden verhaftet zu werden. Sie entscheiden, eine Hochzeit vorzutäuschen, weil „niemand (…) einen Hochzeitszug kontrollieren“ würde. Also machen sie sich mit der Hilfe einer jungen syrischen Frau, die einen deutschen Pass hat, auf den Weg.
Während der viertägigen Reise durch Frankreich, Luxemburg, Deutschland und Dänemark erzählen die Protagonisten ihre Geschichten und Träume in der Hoffnung auf eine Zukunft ohne Kriege und Grenzen.

## Produktion
Nach der Beendigung des Drehs wurde am 18. Mai 2014 von den Filmmachern eine Crowdfundingkampagne durch die Webseite Indiegogo eingeleitet, um die Nachproduktion zu finanzieren und sie bis zum 16. Juli 2014 zu Ende zu führen. Das Ziel war, den Film als Kandidat bei den Internationalen Filmfestspielen von Venedig 2014 einzureichen und ihn im Oktober 2014 in den Verleih zu bringen.
Eine Woche vor dem Ablaufdatum hatten sich bereits die benötigten 75.000 € angesammelt, am 16. Juli hatte die Kampagne 98.151 € eingeholt.

## Ausstrahlung
Der erste Trailer wurde am 18. Mai als Werbung für die Crowdfundingkampgne ausgestrahlt, wohingegen der offizielle am 28. August 2014 veröffentlicht wurde.
Die Filmvorpremiere lief am 4. September 2014 während der 71ª Mostra internazionale d’arte cinematografica di Venezia in der Kategorie „Horizonte“, ohne jedoch am Wettbewerb teilzunehmen. Seit dem 9. Oktober 2014 wurde der Film in den italienischen Kinos gezeigt.
In Deutschland ist der Film im Rahmen einer Veranstaltungstour der deutsch-syrischen Initiative Adopt a Revolution in Kooperation mit Pro Asyl im Mai 2015 in sechs Städten zu sehen.

## Rezeption
Der Film hatte in den Kinos Erfolg und konnte in der ersten Woche 2.356 € einspielen. Am Ende des Monats hatte er die Summe von 230.000 € erreicht, dadurch konnten die Filmemacher ihr Werk nicht nur in den ursprünglich geplanten 24 Kinos, sondern auch an 18 weiteren Spielorten zeigen. Einer der Regisseure erklärte sich mit dem Ergebnis sehr zufrieden.